# Bartholomeus Strobel
Pour les articles homonymes, voir Bartholomeus et Strobel.
Bartholomeus Strobel le Jeune, ou Bartholomäus en allemand et Bartlomiej en polonais, né le 11 avril 1591 à Breslau et mort après 1650, est un peintre baroque de Silésie qui travailla à Prague, en Silésie, puis en Pologne, où il émigra pour échapper à la peste et aux perturbations de la guerre de Trente Ans.
Il a peint des portraits et des sujets religieux pour la classe dirigeante de la région et des ordres religieux. Sa peinture la plus grande et la plus impressionnante, La Décollation de saint Jean-Baptiste et le Banquet d'Hérode, qui se trouve au Musée du Prado, combine le sujet religieux allégué à la représentation somptueuse d'un banquet de cour contemporain et à de nombreux portraits de dirigeants de l'Europe centrale, dont l'identité demeure incertaine.

## Milieu familial et formation

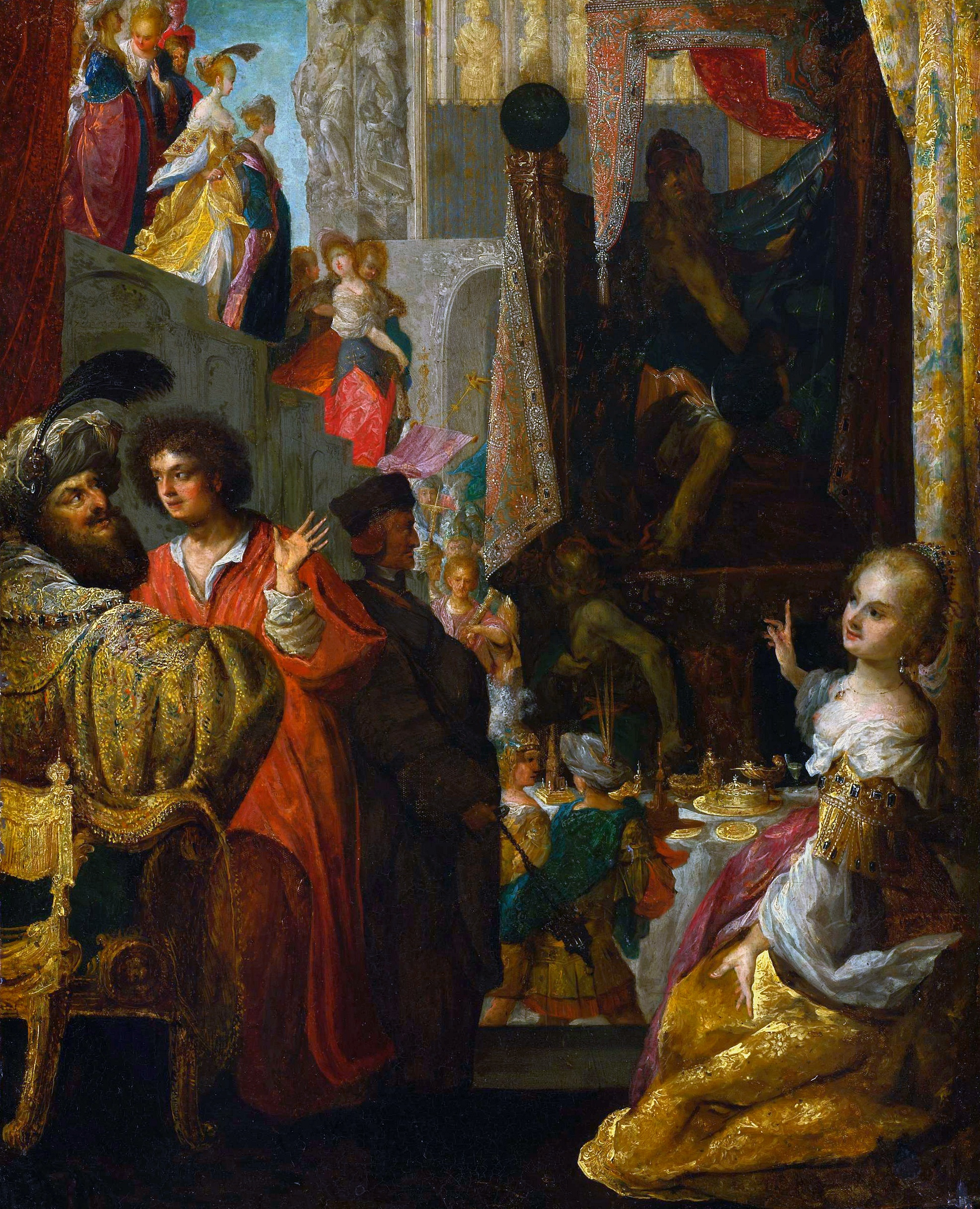
Daniel et Cyrus devant l'idole Bēl (1636–1637), Musée national de Varsovie.

Strobel est né au sein d'une famille allemande protestante dans la ville qui s'appelle maintenant Wrocław, en Pologne, et qu'il aura connu sous le nom allemand de Breslau, qui faisait alors partie de la Couronne de Bohême sous le Saint-Empire romain germanique et appartenait à la Monarchie de Habsbourg catholique, même si la majeure partie de l'aristrocratie et de la haute bourgeoisie était luthérienne. Son grand-père, qui était un genre d'artisan, avait déménagé de la Saxe à Breslau. À la génération suivante, Bartholomäus l'Ancien est, entre autres, peintre. En 1586, il épouse la fille d'un peintre de l'endroit, Andreas Ruhl l'Ancien (mort en 1567) et exploite un atelier où son fils Bartholomeus le Jeune reçoit sa formation. Ce dernier termine sa formation de cinq années comme apprenti en 1602, année où l'atelier avait neuf apprentis.
En 1610, Bartholomeus Strobel le Jeune travaille à Prague et il a fort probablement visité Vienne, mais aucun document connu ne le mentionne. À la mort de son père en 1612, il hérite de 20 thalers et d'objets, dont une peinture de Bartholomeus Spranger, peintre de la cour de Rodolphe II du Saint-Empire à Prague, principal centre artistique de la région. Son style dans la peinture historique demeure une continuation tardive, voire plutôt archaïque, du maniérisme du Nord de Spranger et d'autres artistes de la cour de Rodolphe.

## Carrière

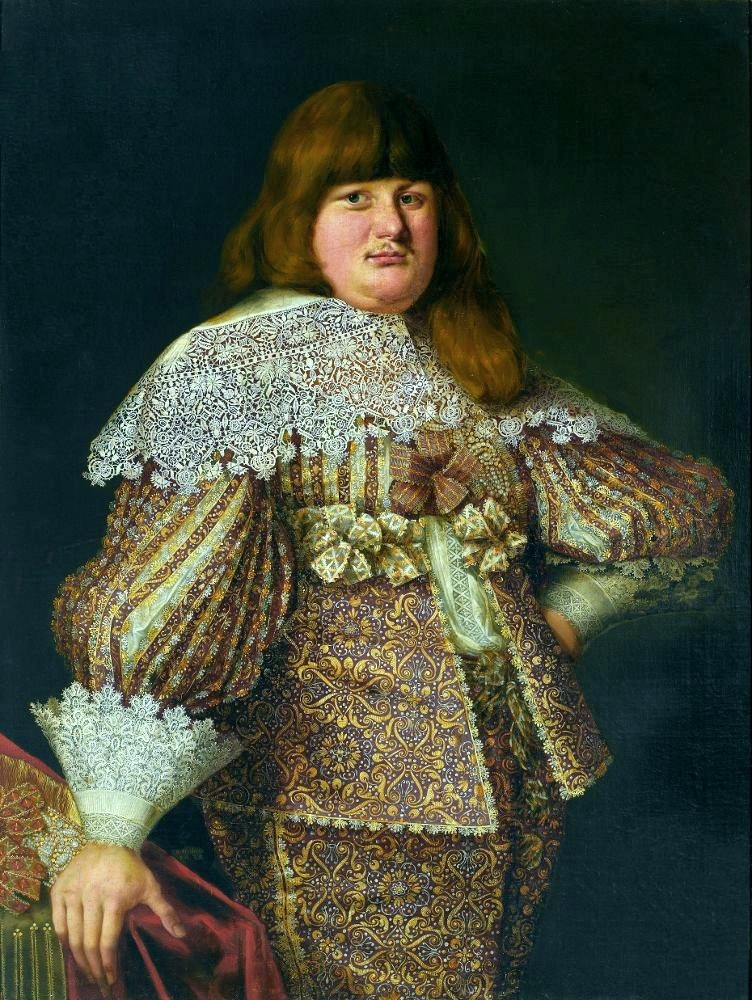
Portrait de Władysław Dominik Zasławski-Ostrogski (1635), Palais de Wilanów.

En 1618, à Dantzig (Gdańsk), l'empereur Matthias 1er lui concède le privilège de pouvoir travailler n'importe où dans le Saint-Empire romain germanique sans la permission de la guilde locale ; Ferdinand II l'autorise à prendre des commandes dans tous les pays gouvernés par les Habsbourg en 1624. Le début de sa carrière n'est connu que de façon fragmentaire, et peu d'œuvres subsistent, mais l'archiduc Charles d'Autriche, prince-évêque de Wroclaw et, à partir de 1625, son successeur, le prince Charles-Ferdinand Vasa, fils du roi Sigismond III de Pologne, retiennent les services de Strobel comme artiste de la cour. Au milieu des années 1620, il a manifestement plutôt du succès et compte parmi ses clients Jean-Georges Ier, prince-électeur de Saxe ; le roi Sigismond III de Pologne ; et Ferdinand II, successeur de Matthias Ier à la tête du Saint-Empire.
Les premières années de la guerre de Trente Ans ont rendu la Silésie instable, et une série d'invasions par les deux camps ont semé la destruction et entraîné la fuite de la population. En 1624, Strobel rencontre celui qui sera le roi Ladislas IV Vasa de Pologne et fait un dessin pour lui lorsque ce dernier visite Breslau au cours d'une tournée européenne. En 1632, Stobel peint le portrait du prince envahisseur Ulrik du Danemark (en), mais ne va pas être rémunéré, car Ulrik est assassiné l'année suivante. Quand une épidémie de peste s'ajoute à la situation désespérée à Breslau, Strobel décide de quitter la Silésie pour la Pologne et s'établit à Gdańsk en 1634. Là et dans d'autres villes, il reçoit de nombreuses commandes pour faire tant le portrait de bourgeois et d'aristocrates que des peintures pour des églises, dont celle de Toruń en 1634 et la chapelle royale Saint-Casimir à Vilnius en 1635–1636. Par la suite, l'histoire dit qu'il « fait la navette entre Dantzig, Thorn and Elbing », c'est-à-dire Gdańsk, Toruń et Elbląg.
En 1639, le roi Ladislas IV Vasa le nomme peintre de la cour et commande peut-être alors La Décollation de saint Jean-Baptiste et le Banquet d'Hérode, bien que le musée du Prado la date de 1630–1633. Il a déjà peint une version bien plus petite du thème, toile datée d'environ 1625 qui se trouve maintenant à l'Alte Pinakothek, à Munich, et qui est d'un style fantastique semblable. En fait, les banquets royaux de la bible étaient l'une de ses spécialités ; plusieurs versions du Festin de Balthazar sont attribuées à Strobel ou à son cercle. À part La Décollation et ce Festin de Strogel, la plupart de ses œuvres importantes se trouvent dans des musées ou des églises de Pologne.
Selon Arnold Houbraken, Strobel reçoit le peintre hollandais Gillis Schagen (en) à Elbing en 1637 et est alors peintre à la cour de l'empereur.

## Vie personnelle
En 1624, il épouse Magdalena Mitwentz, fille de marchand, et l'année suivante, vit dans une bonne maison à Breslau. Il se lie d'amitié avec le premier poète allemand de son temps, Martin Opitz, qui est arrivé en Silésie en 1624 : Opitz loue l'œuvre du peintre en vers, et les deux hommes partagent de nombreux clients.
En 1643, après une grave maladie, il se convertit au catholicisme romain grâce aux jésuites de Toruń. La date de sa mort est incertaine, mais au fur et à mesure que les études progressent, elle est passée de 1644 (catalogue du Prado de 1996) à 1647 (Jagiello, 2011) et à 1650 (guide du Prado de 2012), année où le peintre avait 58 ans. Il est présumé être mort vers cette date, peut-être à Toruń.

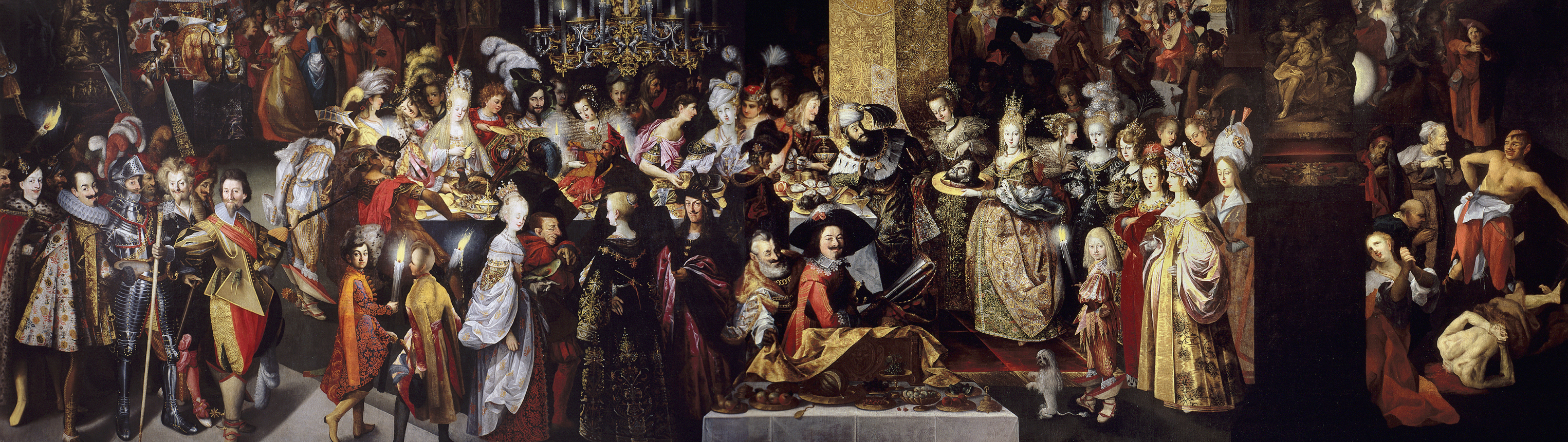
La Décollation de saint Jean-Baptiste et le Banquet d'Hérode, années 1630, musée du Prado ; d'une largeur de près de 10 mètres, cette peinture passe pour son chef-d'œuvre.